# 歌川芳重
歌川 芳重（うたがわ よししげ、生没年不詳）とは、江戸時代の浮世絵師。

## 来歴
歌川国芳の門人。歌川の画姓を称し一要斎と号す。作画期は天保から安政の頃にかけてで、美人画や合巻の挿絵などを描いている。

## 作品
- 『褄模様比翼紫』　合巻　※墨春亭梅麿作、天保9年（1838年）刊行
- 「海運蚕養草」　大判錦絵3枚続　※版行年不明
- 「遊女十二ヶ月」　大判錦絵揃物　※「彌生　松葉屋内松山」、「皐月　久喜万字屋内滝川」、「喜久月　姿海老屋内雲井」など
- 「熊を踏み熊を差上げる金太郎」　中短冊判錦絵